# Legousia speculum-veneris
Specchio di Venere comune (nome scientifico Legousia speculum-veneris (L.) Chaix, 1786) è una pianta erbacea dai fiori violacei a forma di campanula appartenente alla famiglia delle Campanulaceae.

## Etimologia
Il nome generico (legousia) è stato dato in onore all'aristocratico di Digione Bénigne Le Gouz detto "Le Gouz de Gerland" (1695-1774) notabile, filantropo, accademico e fondatore del Giardino Botanico Blunderbuss, mentre L'epiteto specifico ("speculum-veneris") deriva dal latino e significa "specchio di Venere".

Il binomio scientifico della pianta di questa voce è stato proposto inizialmente con il nome di Campanula speculum-veneris da Carl von Linné (1707 – 1778) biologo e scrittore svedese, considerato il padre della moderna classificazione scientifica degli organismi viventi, nella pubblicazione "Species Plantarum -  1: 168. 1753", modificato poi nel nome attuale dal botanico francese e sacerdote, parroco di Baux (mentore e amico Dominique Villars) Dominique Chaix (1730-1799) nella pubblicazione "Histoire des Plantes de Dauphiné: contenant une Préface Storico, ONU Dictionnaire des Termes de Botanique, les Classi, les Familles, les Generi, e les Herborisations des Dintorni de Grenoble, de la Grande Chartreuse, de Briançon, de Gap & de Montelimar. Parigi - 1: 338 1786" del 1786.

## Descrizione

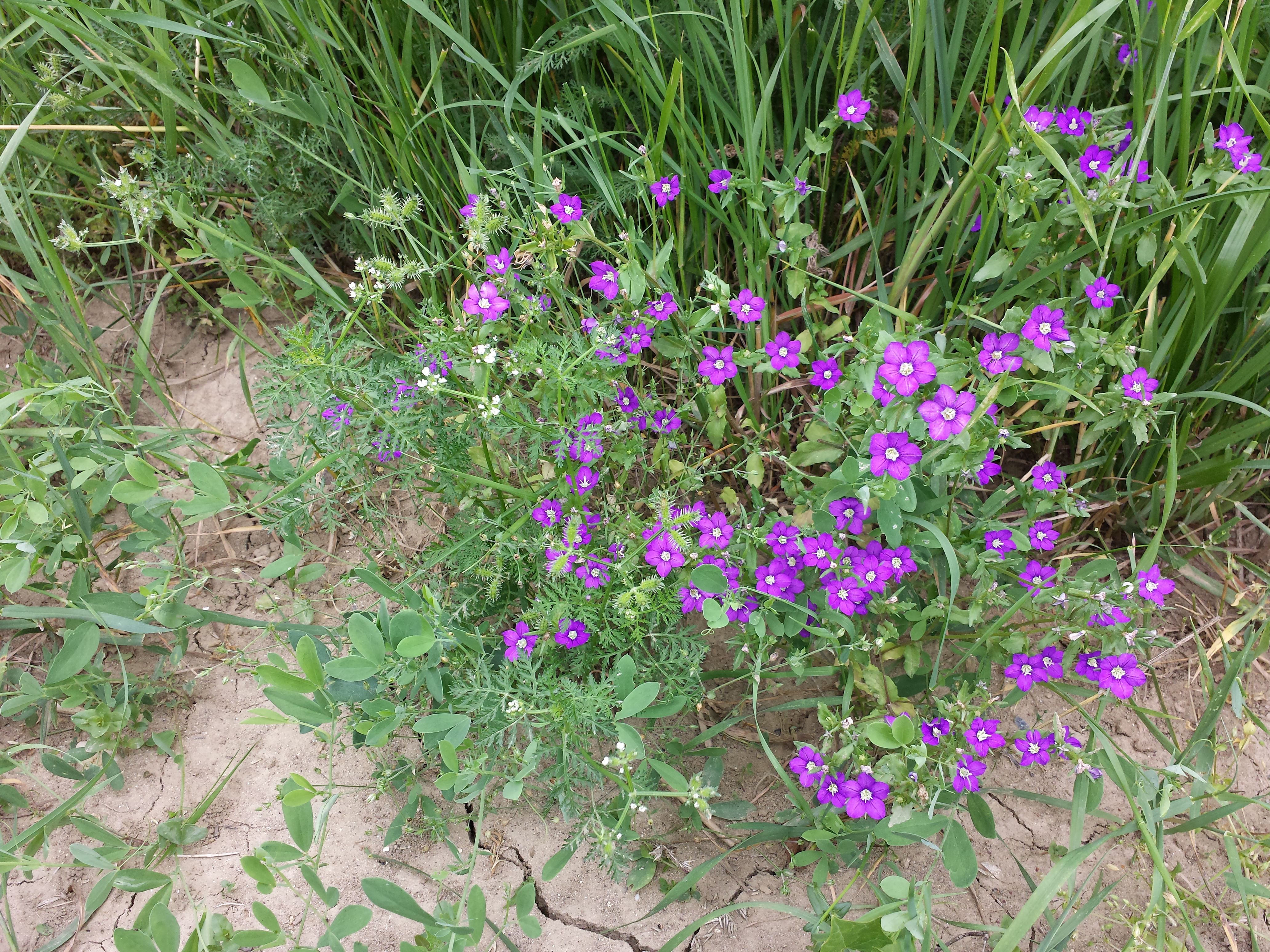
Il portamento

Queste piante possono arrivare fino ad una altezza di 10 – 30 cm. La forma biologica è terofita scaposa (T scap), ossia in generale sono piante erbacee che differiscono dalle altre forme biologiche poiché, essendo annuali, superano la stagione avversa sotto forma di seme e sono munite di asse fiorale eretto e spesso privo di foglie. Tutta la pianta è più o meno pubescente o ispida.

### Radici
Le radici sono secondarie da fittone.

### Fusto
La parte aerea del fusto è eretta, ascendente o prostrata; in genere è ramosa.

### Foglie
Le foglie inferiori hanno delle forme oblanceolato-spatolate; le foglie superiori sono più o meno lanceolate (possono essere anche dentate). Tutte le foglie hanno un portamento patente con i bordi ondulati o crenulati e sono lisce. Dimensioni delle foglie: larghezza 5 – 10 mm; lunghezza 14 – 30 mm.

### Infiorescenza

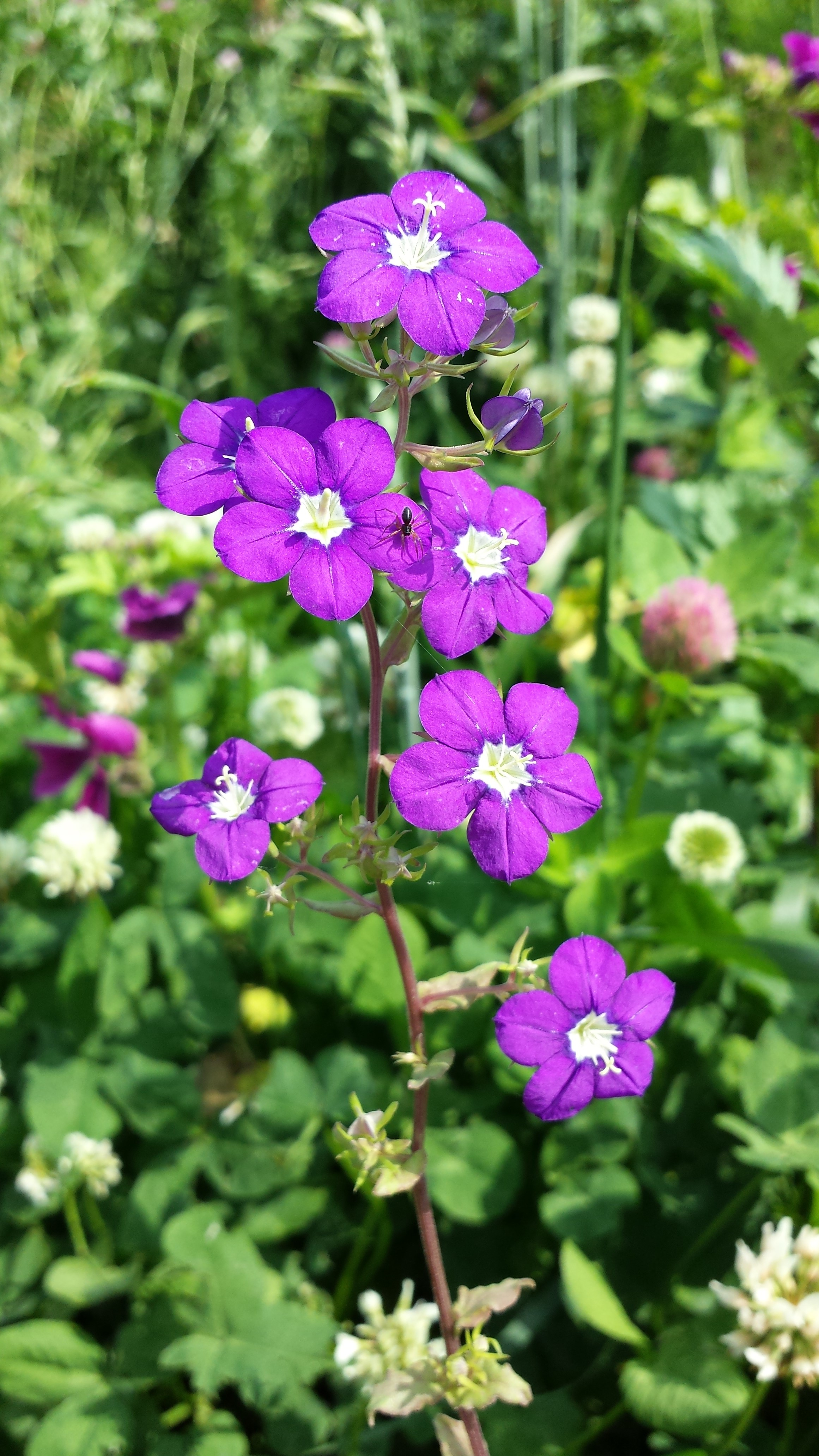
Infiorescenza

Le infiorescenze (ramificate) sono formate da numerosi fiori, brevemente peduncolati, raccolti in forma di pannocchia fogliosa.

### Fiori

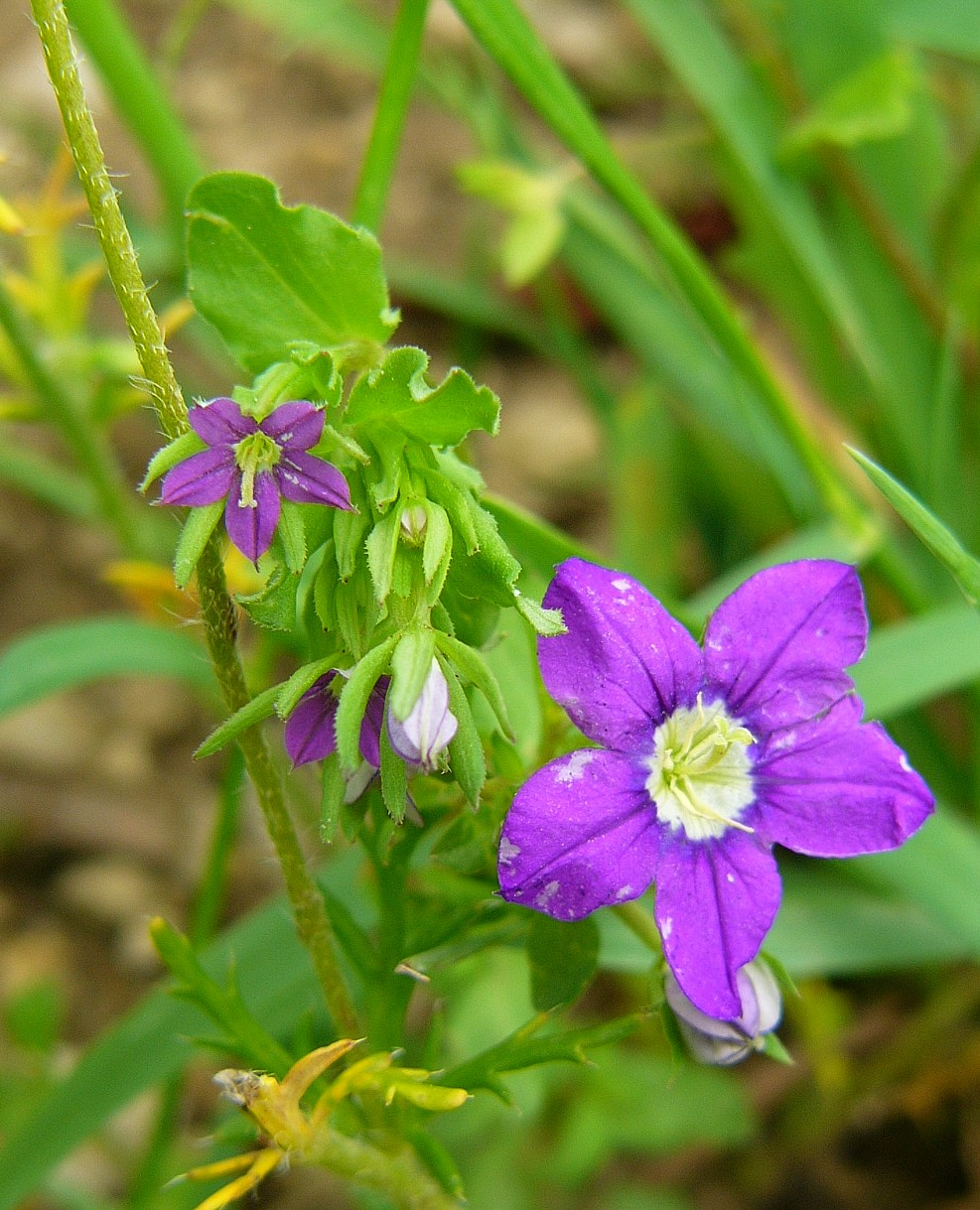
Le foglie e il fiore

I fiori sono tetra-ciclici, ossia sono presenti 4 verticilli: calice – corolla – androceo – gineceo (in questo caso il perianzio è ben distinto tra calice e corolla) e pentameri (ogni verticillo ha 5 elementi). I fiori sono gamopetali, ermafroditi e attinomorfi. Dimensione dei fiori: 14 – 22 mm.
- Formula fiorale: per questa pianta viene indicata la seguente formula fiorale:

K (5), C (5), A (5), G (2-5), infero, capsula
- Calice: il calice è un tubo lungo circa 8 – 12 mm con denti lesiniformi (4 - 6 volte più lunghi che larghi) lunghi quasi quanto il tubo, patenti e un po' falcati. Dimensione dei denti: larghezza 0,5 - 0,6 mm; lunghezza 5 – 7 mm.
- Corolla: la corolla quasi campanulata è gamopetala a 5 divisioni o lobi triangolari; il colore è roseo-violaceo (spesso è pallido); i lobi della corolla sono lunghi quanto i denti calicini. Lunghezza della corolla 8 – 12 mm.
- Androceo: gli stami sono 5 con antere libere (ossia saldate solamente alla base), più lunghe dei filamenti i quali sono sottili ma membranosi alla base. Il polline è 3-5-porato e spinuloso
- Gineceo: lo stilo è unico con 3 stigmi. L'ovario è infero, 3-loculare con placentazione assile (centrale), formato da 3 carpelli (ovario sincarpico). Lo stilo possiede dei peli per raccogliere il polline. Le aree stigmatiche sono filiformi.
- Fioritura: da aprile a luglio (agosto).

### Frutti
Il frutto consiste in una capsula prismatica e ristretta verso l'apice; la deiscenza è realizzata da tre valve poste nella parte alta e aprentesi dal basso verso l'alto. I semi sono minuti.

## Riproduzione
- Impollinazione: l'impollinazione avviene tramite insetti (impollinazione entomogama). In queste piante è presente un particolare meccanismo a "pistone": le antere formano un tubo nel quale viene rilasciato il polline raccolto successivamente dai peli dallo stilo che nel frattempo si accresce e porta il polline verso l'esterno.[9]
- Riproduzione: la fecondazione avviene fondamentalmente tramite l'impollinazione dei fiori (vedi sopra).
- Dispersione: i semi cadendo a terra (dopo essere stati trasportati per alcuni metri dal vento, essendo molto minuti e leggeri – disseminazione anemocora) sono successivamente dispersi soprattutto da insetti tipo formiche (disseminazione mirmecoria).

## Distribuzione e habitat

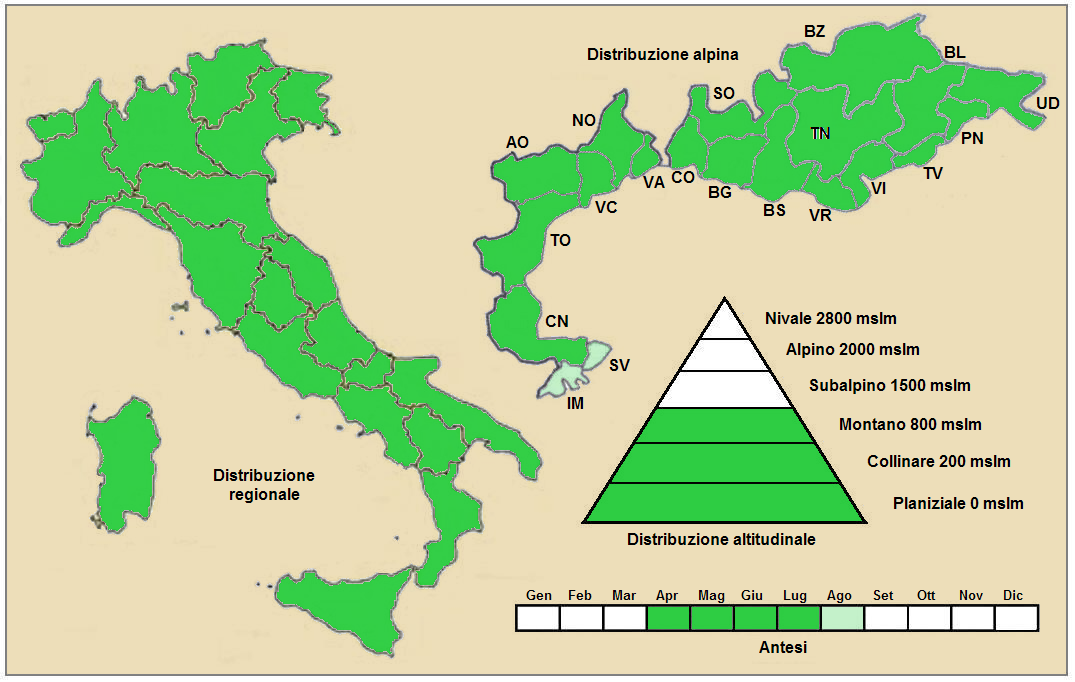
Distribuzione della pianta
(Distribuzione regionale – Distribuzione alpina)

- Geoelemento: il tipo corologico (area di origine) è Euri-Mediterraneo.
- Distribuzione: in Italia è comune su tutto il territorio, sia nelle Alpi italiane che oltre confine. Sugli altri rilievi europei collegati alle Alpi si trova nella Foresta Nera, Vosgi, Massiccio del Giura, Massiccio Centrale, Monti Balcani, Carpazi.[11] In Europa è comune nella parte meridionale (Mediterraneo); si trova anche in Anatolia, Medio oriente e Egitto.[12]
- Habitat: l'habitat tipico sono i campi di cereali (è una pianta infestante); ma anche gli ambienti ruderali, le aree abbandonate, le scarpate e i bordi dei sentieri. Il substrato preferito è calcareo ma anche calcareo/siliceo con pH basico, bassi valori nutrizionali del terreno che deve essere umido.[11]
- Distribuzione altitudinale: sui rilievi queste piante si possono trovare fino a 1300 m s.l.m.; frequentano quindi i seguenti piani vegetazionali: collinare e montano (oltre a quello planiziale – a livello del mare).

### Fitosociologia
Dal punto di vista fitosociologico Legousia speculum-veneris appartiene alla seguente comunità vegetale:
Formazione : delle comunità terofiche pioniere nitrofile
Classe: Stellarietea mediae
Ordine: Papaveretalia rhoeadis
Alleanza: Caucalidion lappulae

## Tassonomia
La famiglia di appartenenza della Legousia speculum-veneris (Campanulaceae) è relativamente numerosa con 89 generi per oltre 2000 specie (sul territorio italiano si contano una dozzina di generi per un totale di circa 100 specie); comprende erbacee ma anche arbusti, distribuiti in tutto il mondo, ma soprattutto nelle zone temperate. Il genere di questa voce appartiene alla sottofamiglia Campanuloideae (una delle cinque sottofamiglie nella quale è stata suddivisa la famiglia Campanulaceae) comprendente circa 50 generi (Legousia è uno di questi). Il genere Legousia a sua volta comprende 6 specie (4 nella flora italiana) a distribuzione soprattutto mediterranea.

Il Sistema Cronquist assegna al genere Legousia la famiglia delle Campanulaceae e l'ordine delle Campanulales mentre la moderna classificazione APG la colloca nell'ordine delle Asterales (stessa famiglia). Sempre in base alla classificazione APG sono cambiati anche i livelli superiori (vedi tabella iniziale a destra).

Il basionimo per questa specie è: Campanula speculum-veneris L., 1753

Il numero cromosomico della specie è: 2n = 20.

### Variabilità
Questa specie è variabile. I caratteri soggetti a variabilità sono due:
- la pelosità che può essere più o meno densa;
- la forma e la dentatura delle foglie cauline è variabile.

### Sinonimi
Questa entità ha avuto nel tempo diverse nomenclature. L'elenco seguente indica alcuni tra i sinonimi più frequenti:
- Campanula arvensis Pers.
- Campanula cordata Vis.
- Campanula hirta (Ten.) Schult.
- Campanula pulchella Salisb. [Illegitimate]
- Campanula speculum-veneris L.
- Campanula trigona Ehrenb. ex Boiss.
- Githopsis latifolia Eastw.
- Legousia arvensis Durande [Illegitimate]
- Legousia durandei Delarbre [Illegitimate]
- Legousia speculum Fisch. ex A.DC. [Spelling variant]
- Legousia speculum-veneris f. calycina (A.DC.) Hayek
- Legousia speculum-veneris f. polypiflora (Davidov) Hayek
- Legousia speculum-veneris f. stricta (Griseb.) Hayek
- Prismatocarpus cordatus (Vis.) Rchb.
- Prismatocarpus hirtus Ten.
- Prismatocarpus speculum-veneris (L.) L'Hér.
- Prismatocarpus speculum-veneris var. hirtus (Ten.) K.Koch
- Specularia arvensis Montandon
- Specularia cordata (Vis.) Heynh.
- Specularia hirta (Ten.) Gand.
- Specularia polypiflora Davidov
- Specularia speculum-veneris (L.) A.DC.
- Specularia speculum-veneris var. calycina A.DC.
- Specularia speculum-veneris var. cordata (Vis.) Nyman
- Specularia speculum-veneris var. hirta (Ten.) Nyman
- Specularia speculum-veneris subsp. hirta (Ten.) Arcang.
- Specularia speculum-veneris var. libanotica A.DC.
- Specularia speculum-veneris f. plena Voss
- Specularia speculum-veneris f. procumbens Voss
- Specularia speculum-veneris var. procumbens (Voss) auct.
- Specularia speculum-veneris var. pubescens A.DC.
- Specularia speculum-veneris var. racemosa Boiss.
- Specularia speculum-veneris var. stricta Griseb.
- Specularia vulgaris Kitt.

### Specie simili
Le quattro specie di Legousia presenti sul territorio italiano si distinguono per i seguenti caratteri:
- Legousia speculum-veneris (L.) Chaix - Specchio di Venere comune: l'infiorescenza è del tipo a pannocchia; i denti del calice sono molto volte più lunghi che larghi e sono lunghi quanto il tubo del calice; la corolla è lunga quanto i denti del calice.
- Legousia falcata (Ten.) Fritsch - Specchio di Venere minore: le foglie hanno la superficie liscia; l'infiorescenza è del tipo a spiga; i denti del calice sono molto più lunghi che larghi e sono lunghi quanto il tubo del calice; la corolla è lunga 1/3 dei denti del calice.
- Legousia castellana (Lange) Samp. - Specchio di Venere di Castiglia: le foglie hanno la superficie scabra; l'infiorescenza è del tipo a spiga; i denti del calice sono molto più lunghi che larghi e sono lunghi quanto il tubo del calice; la corolla è lunga quanto i denti del calice.
- Legousia hybrida (L.) Delarbre - Specchio di Venere ondulato: l'infiorescenza è del tipo a pannocchia; i denti del calice sono poco più lunghi che larghi e sono più brevi del tubo del calice; la corolla è lunga la metà dei denti del calice.

Nota: la Legousia castellana (Lange) Samp., chiamata anche L. scabra (Lowe) Gamisans, attualmente è considerata un sinonimo di Legousia falcata (Ten.) Fritsch ex Janch..

## Altre notizie
Specchio di Venere comune in altre lingue è chiamata nei seguenti modi:
- (DE)  Gewöhnlicher Frauenspiegel, Venus-Frauenspiegel
- (FR)  Legousie miroir de Vénus